# Baradesa lithosioides
Baradesa lithosioides är en fjärilsart som beskrevs av Moore 1883. Baradesa lithosioides ingår i släktet Baradesa och familjen tandspinnare. Inga underarter finns listade i Catalogue of Life.